# 오토두스 앵거스티덴스

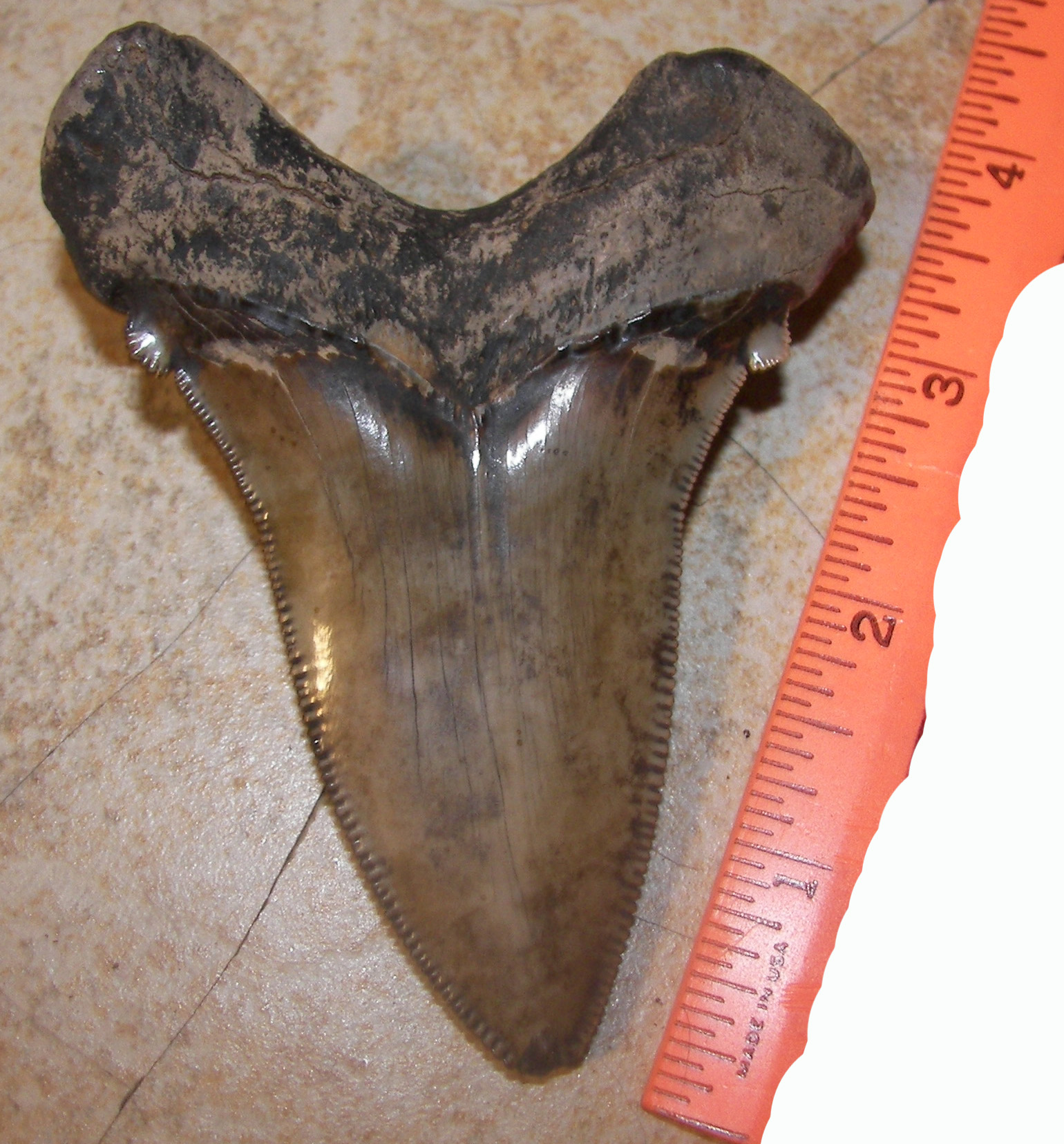

오토두스 앵거스티덴스(학명:Otodus angustidens)는 악상어목 오토두스과에 속하는 물고기이다. 지금은 멸종된 상어로 몸길이가 11~12m인 거대한 상어이다.

## 특징
오토두스 앵거스티덴스는 잘 발달되고 톱니 모양의 이빨을 가진 어종으로 메갈로돈과 매우 연관이 많은 종이다. 등지느러미는 2개이고 제1등지느러미와 가슴지느러미가 매우 크며 몸의 등쪽은 회색을 띄고 배쪽은 흰색을 띄는 어종이였다. 척추 중심은 직경이 약 1.10cm였으며 이빨의 크기는 최대 9.87cm로 매우 컸다. 현생에 살아가는 백상아리와도 어느 정도는 연관이 있는 어종으로 백상아리보다는 크지만 돌묵상어나 고래상어에 비해서는 약간 작은 크기를 가지는 상어이다. 연골어류이다 보니 이빨을 제외한 나머지의 화석은 일반적으로 잘 보존되지가 않았으며 이빨은 최대 165개를 가지고 있었고 척추는 약 35개의 뼈가 이어져 있었을 것으로 생각이 된다. 먹이로는 당대에 서식했던 고래 및 해양 포유류와 물고기, 두족류, 갑각류를 주로 섭식했을 것으로 추정되며 친척인 메갈로돈과 함께 당대의 바다를 호령했던 최상위 포식자로 군림했을 것으로 추정된다.

## 생존시기와 서식지와 화석의 발견
오토두스 앵거스티덴스의 생존시기는 신생대의 올리고세와 마이오세로 3300만년~2200만년을 서식했던 어종이다. 생존시기에는 태평양과 대서양에서 주로 서식했을 것으로 추정이 된다. 오토두스 앵거스티덴스의 화석은 1843년에 스위스의 자연주의자이자 고생물학자인 루이 아가시즈에 의하여 처음으로 뉴질랜드에서 발굴했으며 이후엔 미국의 조지아주에서도 발굴이 되었다.

## 같이 보기
- 악상어목
- 화석